# Merevale
Merevale est un village et une paroisse civile du Warwickshire, en Angleterre.

## Géographie
Merevale est une paroisse civile rurale du Warwickshire, un comté des Midlands de l'Ouest. Elle se situe dans le nord de ce comté, juste à l'ouest de la ville d'Atherstone, à une trentaine de kilomètres au nord-est du centre-ville de Birmingham. L'ancienne voie romaine de Watling Street, dont le tracé est suivi par la route A5, passe au nord-est de Merevale, tout comme le canal de Coventry (en) et la Trent Valley line (en), une branche de la West Coast Main Line.
Au Moyen Âge, Merevale relève du hundred de Hemlingford (en). Après l'abandon du système des hundreds, il est rattaché au district rural d'Atherstone (en) de 1894 à 1974, puis au district non métropolitain du North Warwickshire depuis 1974.
Pour les élections à la Chambre des communes, Merevale appartient à la circonscription de North Warwickshire.

## Histoire
Le Domesday Book ne mentionne pas Merevale, mais il correspond probablement à la partie de la forêt d'Arden (en) rattachée au manoir de Grendon, qui appartient en 1086 au baron anglo-normand Henri de Ferrières. C'est là que son petit-fils, le comte de Derby Robert de Ferrières (en), soutient la création de l'abbaye de Merevale en 1148. Ce monastère cistercien est créé par des moines de l'abbaye de Bordesley.

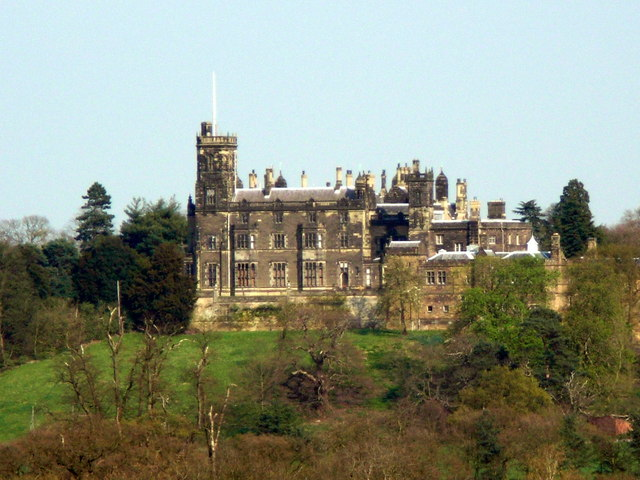
Le manoir de Merevale Hall.

Après la dissolution des monastères et la fermeture de l'abbaye de Merevale, en 1538, ses bâtiments et ses domaines sont acquis par Walter Devereux. Il transmet le manoir de Merevale à son deuxième fils William. À sa mort, en 1579, il passe à son neveu, le comte d'Essex Robert Devereux. Reconnu coupable de haute trahison, il est exécuté en 1601 et ses biens sont confisqués, mais sa veuve Frances Walsingham conserve le manoir de Merevale avec son nouveau mari, le comte de Clanricarde (en) Richard Burke, avant d'être rendu au fils de Robert Devereux, un autre Robert.
Le jeune Robert Devereux meurt en 1646 sans laisser d'enfants et le manoir de Merevale revient alors à sa sœur Frances (en), épouse du duc de Somerset William Seymour. Ils le revendent vers 1649 à un certain Edward Stratford. Sa descendante Penelope Bate Stratford se marie en 1749 avec Richard Geast, qui prend le nom de Dugdale après avoir hérité des biens de la famille Dugdale de Blyth Hall (en).
Le territoire de la paroisse de Merevale comprend plusieurs exclaves dans le Leicestershire jusqu'à la fin du XIXe siècle. Elles sont rattachées en 1880 et 1885 aux paroisses de Norton Juxta Twycross (en), Orton on the Hill (en) et Sheepy.

## Démographie
Au recensement de 2011, la paroisse civile de Merevale comptait 181 habitants.
| Année | Population |
| ----- | ---------- |
| 1801  | 201        |
| 1811  | 189        |
| 1821  | 208        |
| 1831  | 246        |
| 1841  | 208        |
| 1851  | 212        |
| 1881  | 189        |
| 1891  | 103        |
| 1901  | 107        |
| 1911  | 110        |
| 1921  | 105        |
| 1931  | 102        |
| 1951  | 221        |
| 1961  | 88         |
| 2011  | 181        |

## Culture locale et patrimoine

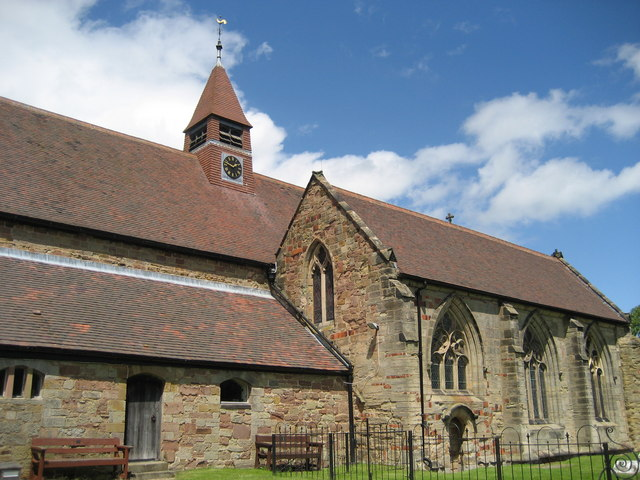
L'.

Le manoir de Merevale Hall (en), construit au XVIIe siècle sur le site de l'ancienne abbaye de Merevale, est reconstruit entre 1838 et 1844 pour le compte de William Stratford Dugdale par les architectes Edward Blore et Henry Clutton. Le parc du manoir est conçu par Joseph Cradock (en) au XVIIIe siècle et développé au XIXe siècle par William Andrews Nesfield. Le parc comme le manoir sont protégés en tant que monuments classés de grade II*, tout comme les ruines encore subsistantes de l'abbaye.
L'église paroissiale de Merevale (en) est dédiée à Notre-Dame. Fondée au XIIIe siècle, il s'agit à l'origine de la chapelle de la porterie de l'abbaye. Plusieurs membres des familles de Ferrières et Stratford y sont enterrés. C'est un monument classé de grade I depuis 1968.